# XVII i XVIII wiek w boksie
Artykuł przedstawia wydarzenia w boksie, które miały miejsce w XVII i XVIII wieku.

## XVII wiek
6 stycznia 1681
- Londyn – pierwsza wzmianka o oficjalnym pojedynku bokserskim na gołe pięści. W czasopiśmie London Protestant Mercury ukazała się informacja o pojedynku, w którym zmierzyli się rzeźnik oraz kamerdyner hrabiego Christophera Mocka.

1695
- Thame – urodził się James Figg, angielski bokser, pierwszy angielski mistrz w walce na gołe pięści.

## XVIII wiek
1704
- Baunton – urodził się Jack Broughton, angielski bokser, mistrz w walce na gołe pięści, autor pierwszego w dziejach nowożytnego boksu zbioru przepisów znanych jako Broughton’s Rules.

18 września 1719
- Londyn – James Figg otworzył English School of Arms and Art of Self-Defense Academy i ogłosił się mistrzem bokserskim.

6 czerwca 1727
- Londyn – James Figg w obronie tytułu mistrzowskiego zwyciężył Neda Suttona. Jest to pierwsza w pełni udokumentowana walka bokserska.

7 grudnia 1734
- Londyn – † zmarł James Figg pierwszy angielski mistrz w walce na gołe pięści w latach 1719-1730. W roku 1992 przyjęty do Międzynarodowej Bokserskiej Galerii Sław.

1736

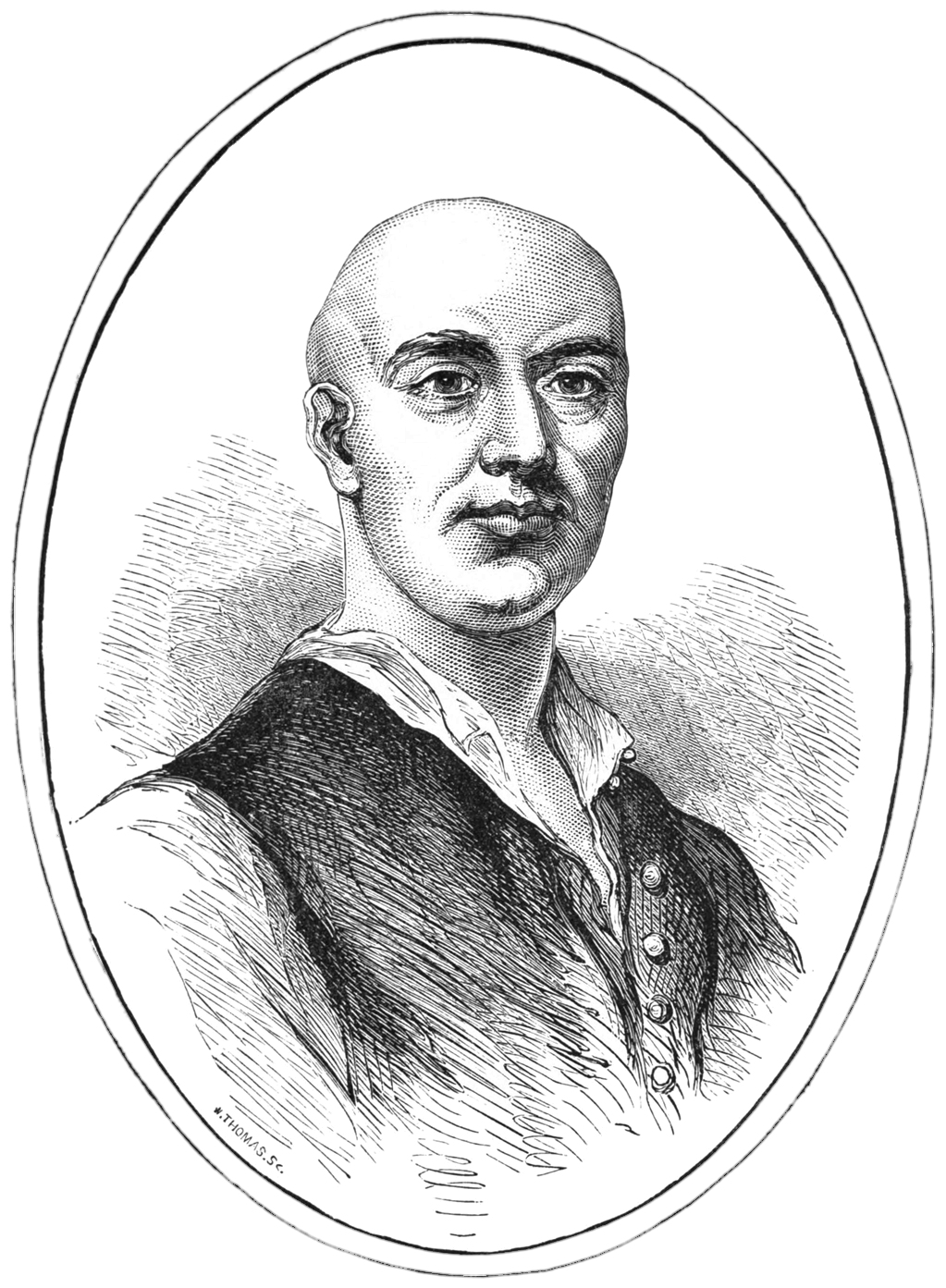
Jack Broughton

- Londyn – Jack Broughton pokonał Georga Taylora i został uznany mistrzem.

24 kwietnia 1741
- Londyn – Jack Broughton zwyciężył po 35 minutowym pojedynku Georga Stevensona, który z powodu odniesionych obrażeń kilka dni później zmarł. Broughton zawiesił na dwa lata karierę bokserską.

16 sierpnia 1743
- Londyn – ogłoszony został przez Jacka Broughtona pierwszy w dziejach nowożytnego boksu zbiór przepisów Rules of the Ring znanych jako Broughton’s Rules.

1750
- Derby – urodził się Tom Johnson angielski bokser, mistrz Anglii wagi ciężkiej w walce na gołe pięści w latach 1784-1791.

10 kwietnia 1750
- Londyn – Jack Broughton stracił tytuł mistrza przegrywając z Jackem Slackem. Walka trwała tylko 14 minut. Broughton nie mógł jej kontynuować bo po otrzymanych ciosach nie widział przeciwnika.

1753
- Bristol – urodził się Benjamin Brain angielski bokser, mistrz Anglii wagi ciężkiej w walce na gołe pięści w latach 1791-94.

5 sierpnia 1763
- Cuckold's Town – urodził się Bill Richmond pierwszy czarnoskóry bokser na gołe pięści walczący w Anglii. W roku 2005 przyjęty do Międzynarodowej Bokserskiej Galerii Sław.

5 lipca 1764
- Whitechapel – urodził się Daniel Mendoza angielski bokser, mistrz Anglii w wadze lekkiej, półśredniej, średniej oraz ciężkiej w latach 1794-95 w walce na gołe pięści.

22 kwietnia 1769
- Westminster – urodził się Caleb Baldwin angielski bokser, mistrz w walce na gołe pięści w kategorii lekkiej. Do historii przeszedł jego 37 rundowy pojedynek z Dutchem Samem. W roku 2003 przyjęty do Międzynarodowej Bokserskiej Galerii Sław.

25 września 1769
- Londyn – urodził się John Jackson angielski bokser, mistrz Anglii wagi ciężkiej w walce na gołe pięści w latach 1795-96. W roku 1992 został przyjęty do Międzynarodowej Bokserskiej Galerii Sław.

15 kwietnia 1781
- Bristol – urodził się Jem Belcher angielski bokser, mistrz Anglii wagi ciężkiej w walce na gołe pięści w latach 1800-05. W roku 1992 został przyjęty do Międzynarodowej Bokserskiej Galerii Sław.

8 lipca 1781
- Hanaham – urodził się Tom Cribb angielski bokser, mistrz Anglii wagi ciężkiej w walce na gołe pięści w latach 1808-22. W roku 1991 został przyjęty do Międzynarodowej Bokserskiej Galerii Sław.

23 marca 1784
- Georgetown – urodził się Tom Molineaux amerykański czarnoskóry bokser walczący w Anglii. Do historii przeszły dwa jego pojedynki z Tomem Cribbem. W roku 1997 został przyjęty do Międzynarodowej Bokserskiej Galerii Sław.

8 stycznia 1789
- Lambeth – † zmarł Jack Broughton angielski bokser, mistrz w walce na gołe pięści, autor pierwszego w dziejach nowożytnego boksu zbioru przepisów znanych jako Broughton’s Rules. Pochowany został w opactwie westminsterskim. W roku 1990 przyjęty do Międzynarodowej Bokserskiej Galerii Sław.

22 października 1789

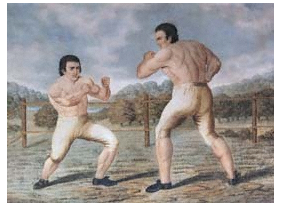
Pojedynek Johnsona z Perrinsem

- Banbury – Tom Johnson stoczył dramatyczny, zwycięski pojedynek w obronie tytułu mistrza Anglii z Isaaciem Perrinsem. W obecności 5000 widzów, po trwającej godzinę i piętnaście minut walce, zakończył ją w 62 rundzie potężnym ciosem, który zmiażdzył nos przeciwnika.

17 stycznia 1791
- Wrotham – Benjamin Brain został mistrzem Anglii w wadze ciężkiej po zwycięstwie nad Tomem Johnsonem. Walka miała 18 rund i trwała 21 minut.

8 kwietnia 1794
- Londyn – † zmarł Benjamin Brain angielski bokser, mistrz Anglii wagi ciężkiej w walce na gołe pięści w latach 1791-1794. W roku 1994 został przyjęty do Międzynarodowej Bokserskiej Galerii Sław.

15 kwietnia 1795
- Hornchurch - John Jackson pokonał Daniela Mendozę w dziewiątej rundzie i został mistrzem Anglii wagi ciężkiej.

21 stycznia 1797
- Cork – † zmarł Tom Johnson angielski bokser, mistrz Anglii wagi ciężkiej w walce na gołe pięści w latach 1784-1791. W roku 1995 przyjęty do Międzynarodowej Bokserskiej Galerii Sław.

15 maja 1800
- Finchley Common – Jem Belcher został mistrzem Anglii w wadze ciężkiej po zwycięstwie w 11 rundzie nad Jackem Bartholomewem.